# Maria Teixidor i Jufresa
Maria Teixidor i Jufresa (Barcelona, 8 de octubre de 1975) es una empresaria y abogada catalana que ha desarrollado su carrera en el ámbito del asesoramiento a empresas culturales, fundaciones, asociaciones y start-ups tecnológicas. Es la primera mujer en la historia del FC Barcelona que ha desempeñado el cargo de secretaria de la junta directiva y una de las trece mujeres en la historia del Club que han llegado a su cúpula directiva. Además, ha sido directora deportiva de la sección de fútbol femenino del Fútbol Club Barcelona.

## Biografía
Licenciada por la Universidad Pompeu Fabra de Barcelona, Teixedor es un empresaria y abogada del sector cultura y tecnologías, además de estar especializada en la resolución de conflictos de necocios, especialmente, en el ámbito del LegaTech. Inició su trayectoria profesional en la empresa familiar Jufresa. Es socia fundadora de BCN RESOL ODR SOLUTIONS, S.L y dirige también MPD - Modelo de Prevención de Delitos, S.L.
Entre 2013 y 2016, fue vocal de la junta de la Sección de Tecnologías de la Información del Ilustre Colegio de la Abogacía de Barcelona.
El 18 de julio de 2015, Teixedor entró a formar parte de la Junta Directiva del FC Barcelona como vicepresindeta. En octubre de ese año, también fue nombrada vicepresidentea secretaria de la Fundación FC Barcelona.
En 2017, asumió nuevas responsabilidad en el área deportiva de la sección femenina de fútbol y fue elegida presidenta de la Comisión de Control y Transparencia del Club.
Ese año también tomó posesión del cargo de presidenta del Grupo Edelmira Calvetó, del que ya era miembro desde 2015. Este grupo fue creado por la Junta del club con el objetivo de poner en valor la historia de las mujeres en el FC Barcelona. Como directiva del grupo, gestiona las actividades relacionadas con los niños y seniors, como el Senado del FC Barcelona y el Casal del Avi. También, es la representante del Club en el Grup de Treball Dona i Esport que dependen del Ayuntamiento de Barcelona.
Desde 2017, es además miembro de la Junta de la Asociación para las Naciones Unidas (ANUE).
En enero de 2018, fue nombra responsable de la sección de fútbol femenino y vocal de la junta de la Sección de Compliance del Ilustre Colegio de la Abogacía de Barcelona.
El 11 de febrero de 2019, tomó posesión del cargo de secretaria de la Junta Directiva.
En enero de 2020, entró a formar parte del Advisory Board de Women in Mobile.
En 2020, presentó su carta de dimisión al presidente del FC Barcelona, Josep Maria Bartomeu.

## Palmarés como directora deportiva del FC Barcelona Femenino
- 2020-2020: Supercopa de España femenina
- 2019-2020: Copa Cataluña femenina
- 2018-2019: Copa Cataluña femenina
- 2018-2019: Copa de la Reina de fútbol

## Premios y reconocimientos

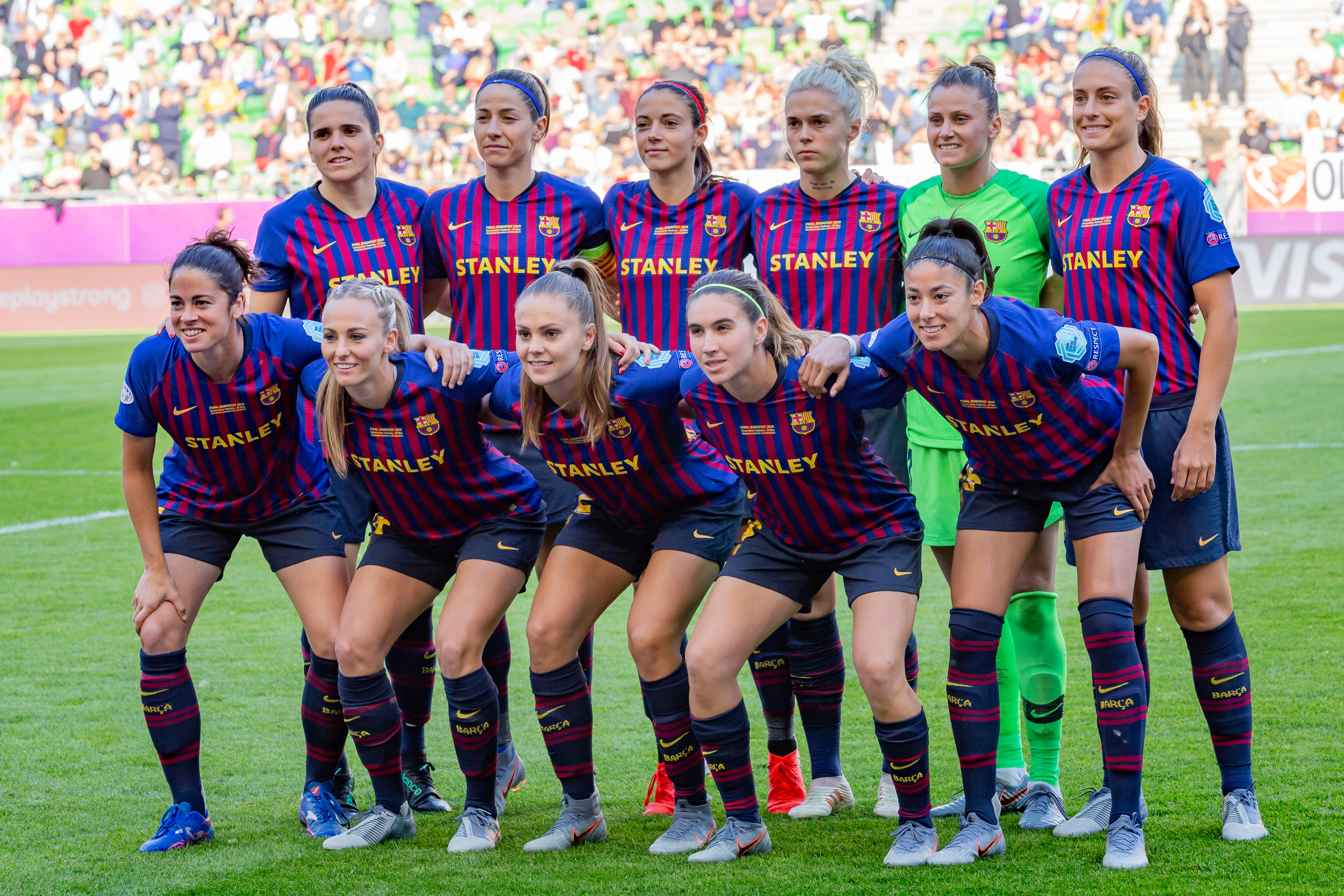
UEFA Women's Champions League, Olympique Lyonnais - FC Barcelona. 18-05-2019

- Teixidor ha sido capaz de revolucionar el universo femenino del Barça. Bajo su gestión, consiguió un millonario contrato de patrocinio con firma Stanley, lo que permitió la sección de fútbol femenino ser, la única sección del Club, aparte de la sección de masculina de fútbol, en generar beneficios.[11]
- Es la primera mujer en la historia del FC Barcelona que ha desempeñado el cargo de secretaria de la junta directiva y una es una de las trece mujeres en la historia del Club que han llegado a su cúpula[3][4]
- Bajo su gestión, en la temporada 2018-2019, el FC Barcelona Femenino llegó por primera vez a la final de la Liga de Campeones Femenina de la UEFA.[12]